# ベーレンス (小惑星)
ベーレンス (1651 Behrens) は、小惑星帯にある小惑星。マルグリット・ロージェがニース天文台で発見した。
ドイツ人天文学者のヨハン・ゲルハルト・ベーレンスに因んで名付けられた。